# الإسلام في برمودا
وفقًا لتقرير مركز بيو للأبحاث لعام 2009 هناك 1000 مسلم يشكلون حوالي 0.8٪ من السكان في برمودا.

## تعداد المسلمين
يقدر عدد المسلمين أيضاً بأكثر من 500 نسمة في إحصاء قديم وهو ما اعترفت به الجهات غير المسلمة.

## وصول الإسلام
كان وصول الإسلام إلى جزيرة برمودا حديثا حيث أنه لا يزيد عن 25 عاما مضت، ويعود أصل المسلمين إلى أفريقيا، والمسلمون في برمودا في حاجة لمزيد من التعليم والإرشاد الديني، وإنشاء الجمعيات الخيرية الإسلامية التي ترعى قضايا وشؤون المسلمين خاصة أن هناك القليل منهم الذي يحفظ أجزاء من القرآن الكريم ووجود مسجد يؤدي رسالته نحو المسلمين في هذا الموقع، من خلال إلقاء الدروس الدينية وتعليم اللغة العربية وتحفيظ القرآن الكريم.
والسكان يحترمون المسلمين وعندهم قابلية للدخول في الإسلام لأن جذورهم إسلامية، خاصة إذا توفر الدعاة، وأشار إمام المسجد (مسجد محمد) في مدينة هاملتون العاصمة الشيخ الشريف العلمي إلى المشاكل التي تواجه المسلمين بصفة خاصة والسكان بصفة عامة، ومنها خطر المخدرات.

## انظر ايضًا
- برمودا